# ニコ・ドラゴス
ニコ・ドラゴス（Niko Dragos、1907年8月27日 - 2018年3月31日）は、スロベニアのスーパーセンテナリアン。スロベニア国内で歴代2番目、男性史上最高齢記録を保持している。

## 人物
1907年8月27日、グリブリェ（当時はオーストリア＝ハンガリー帝国）に生まれる。12人兄弟の9番目であった。若い頃からスキーが得意で、スキー競技大会に参加した際も優勝したほどであった。ユーゴスラビア軍に入り、国境警備隊として派遣されたのちに長となる。第二次世界大戦中にドイツ軍にとらえられ、終戦までオーストリアの捕虜収容所で暮らしていた。その後は警察官として働き、1965年に引退した。1947年に結婚し、2人の子供がいた。家族の要望もあり、2007年に自伝を出版。生涯にわたって楽器を演奏しており、主にギターなどを演奏していた。100歳を超えても自宅に住んでいたが、101歳で老人ホームに入る。
109歳の時点では聴力がほとんどなかったものの、視力はまだ良いと報道される。
2017年8月27日、110歳216日で死去。